# براندون (نبراسکا)
براندون (به انگلیسی: Brandon) یک منطقهٔ مسکونی در ایالات متحده آمریکا است که در نبراسکا قرار دارد.